# Unaiuba
Unaiuba is een kevergeslacht uit de familie van de boktorren (Cerambycidae). De wetenschappelijke naam van het geslacht werd voor het eerst geldig gepubliceerd in 2011 door Martins & Galileo.

## Soorten
Unaiuba omvat de volgende soorten:
- Unaiuba aulai (Bruch, 1911)
- Unaiuba bruchi (Melzer, 1927)
- Unaiuba catarina (Napp & Monné, 2006)
- Unaiuba flava Martins & Galileo, 2011
- Unaiuba icterica (Gounelle, 1911)
- Unaiuba ludicrus (Melzer, 1935)
- Unaiuba pinima (Galileo & Martins, 2007)
- Unaiuba vitticollis (Aurivillius, 1920)